# Faw Side Burn
Der Faw Side Burn ist ein Wasserlauf in Dumfries and Galloway, Schottland. Er entsteht an der Westseite des Rashiegrain Height und fließt in südwestlicher Richtung bis zu seiner Mündung in das Stennies Water.